# 114 Pułk Artylerii Lekkiej
114 pułk artylerii lekkiej (114 pal) – oddział artylerii lekkiej ludowego Wojska Polskiego.

## Formowanie i zmiany organizacyjne
Pułk został sformowany w okresie od maja 1951 roku do 1 grudnia 1952 roku, w garnizonie Zgorzelec, koszarach położonych w dzielnicy Ujazd, w składzie 27 Dywizji Piechoty. Jednostka była formowana według etatu Nr 2/131 o stanie 560 żołnierzy i 20 pracowników cywilnych, lecz w grudniu 1952 roku została przeformowana na etat Nr 2/158 o stanie 461 wojskowych i 10 pracowników kontraktowych. W grudniu 1955 roku pułk został rozwiązany.

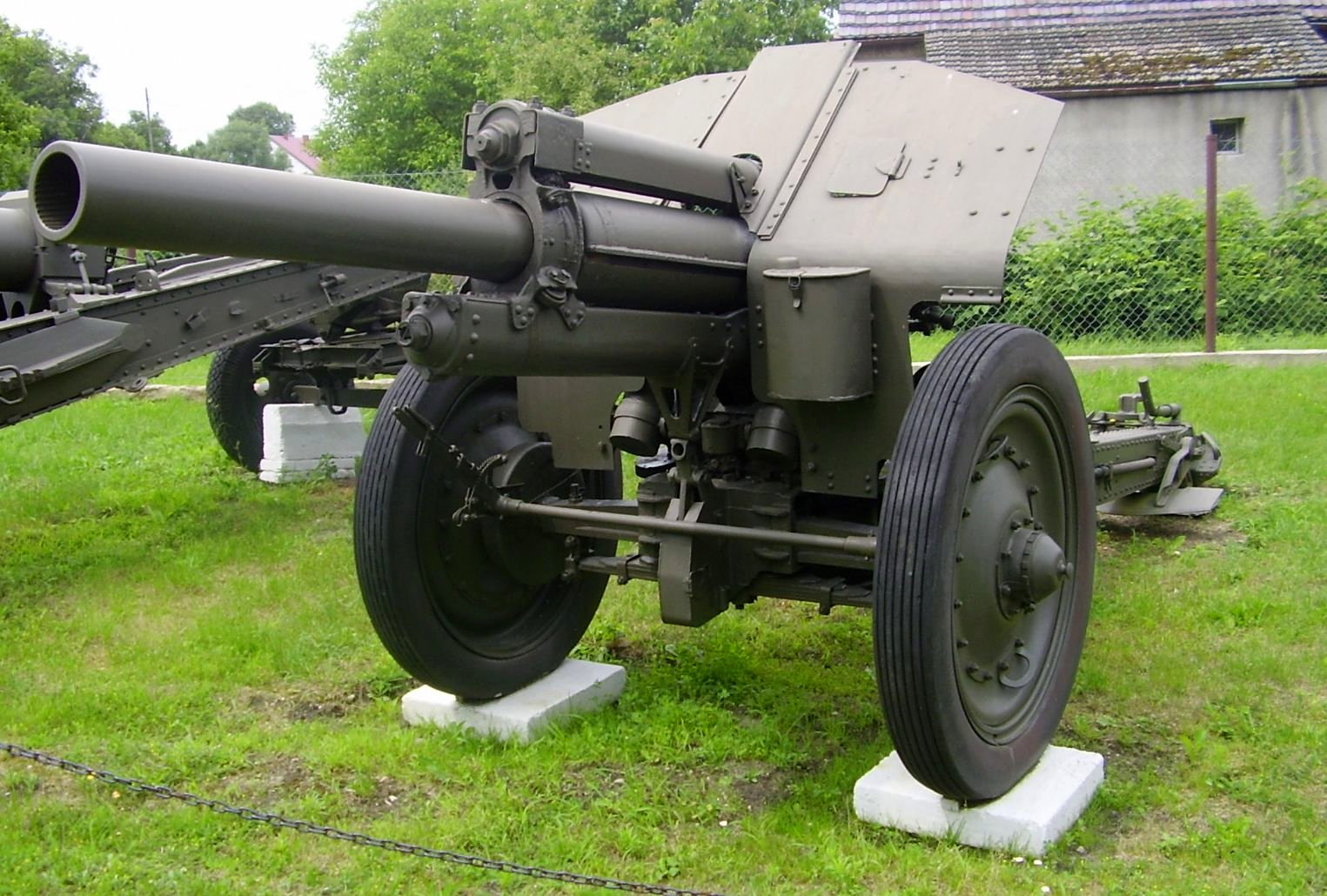
122 mm haubica M-30

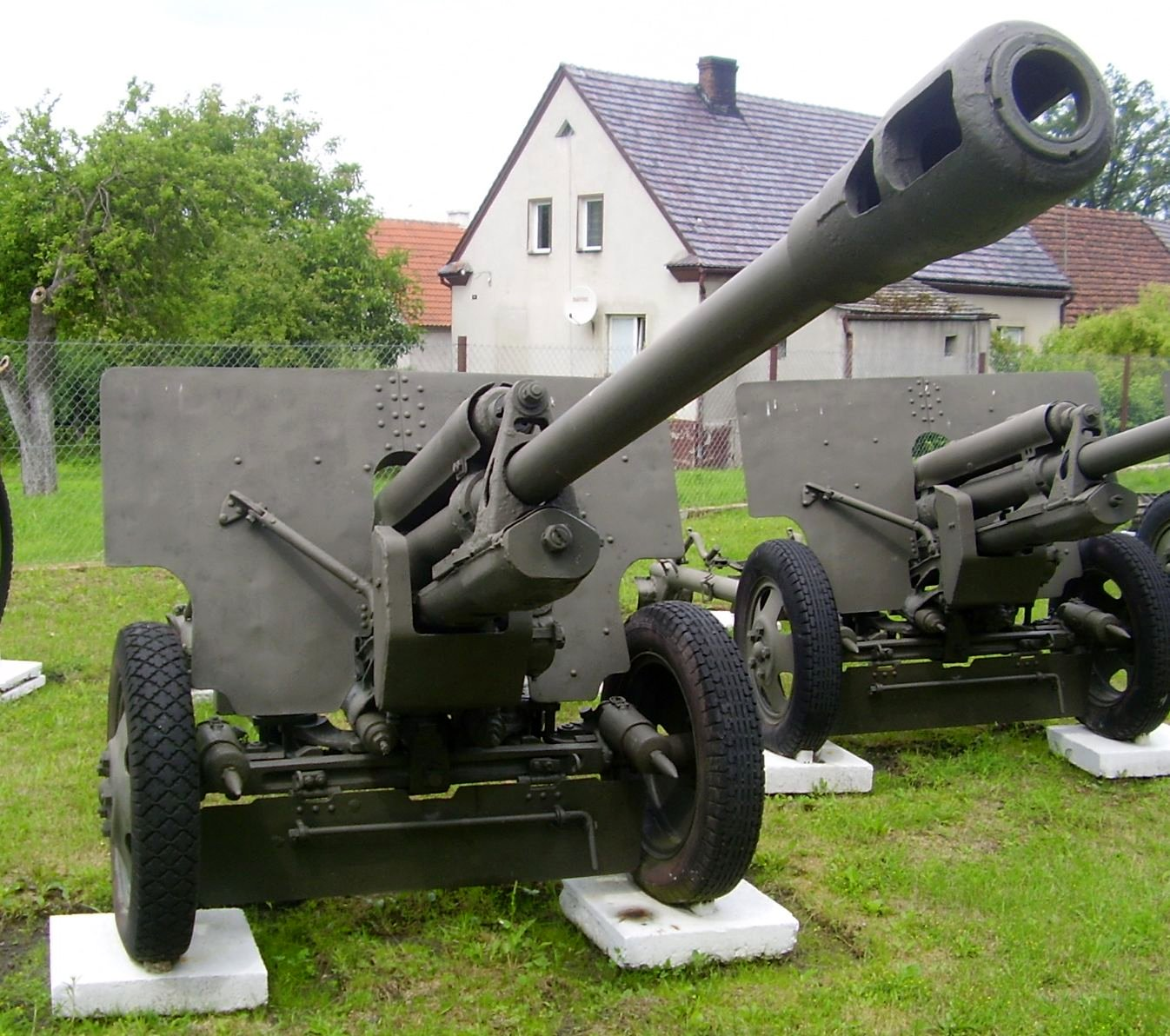
76 mm armata ZiS-3

## Struktura organizacyjna
Dowództwo pułku
- bateria dowodzenia
  - plutony: topograficzno-rozpoznawczy, łączności
- dywizjon haubic
  - trzy baterie artylerii haubic
- dywizjon armat
  - trzy baterie artylerii armat

Pułk w 1951 roku posiadał: 15 armat ZiS 3,13 haubic wz 38, 62 pojazdy samochodowe.